# Яновский, Юрий Иванович
Ю́рий Ива́нович Яно́вский (14 [27] августа 1902, Нечаевка, Херсонская губерния — 25 февраля 1954, Киев) — украинский советский писатель, рекламист, драматург и редактор. Лауреат Сталинской премии третьей степени (1949).

## Биография
Главные черты творческой манеры Яновского: торжественно-патетические интонации, тяготение к песенно-ритмичной организации языка. Романтическая манера письма Яновского оказала значительное влияние на развитие украинской прозы XX века.

### Путь в литературу
Родился в зажиточной крестьянской семье. До пяти лет жил у деда Миколы (Николая Яновского), который владел 180 десятинами земли, имел большой дом, роскошный сад. Когда мальчик подрос, его отдали в монастырскую школу, потом в земскую в село Нечаевка. Среднее образование получил в Елисаветградском реальном училище, которое окончил с золотой медалью. Вернувшийся с фронта в 1918 году отец купил в Елисаветграде дом. Это были годы революционного лихолетья: власть в городе менялась чуть ли не каждый месяц. Свист пуль, залитая кровью мостовая стали обычным городским явлением. Юрий участвовал в санитарной дружине, организованной в классе. Эти годы навсегда врезались в память будущему писателю, описаны в повести «Байгород» (1927).
После окончания реального училища Яновский служил в различных учреждениях Елисаветграда: статистическом бюро, рабоче-крестьянской инспекции, управлении народного образования. В 1922 году переехал в Киев. Два года проучился на электромеханическом факультете Киевского политехнического института: собирался стать морским инженером, кораблестроителем. Именно в эти годы начался его путь в большую литературу.
Стихи на русском языке Юрий писал с детства. 1 мая 1922 года в газете «Пролетарская правда» впервые было напечатано русское стихотворение Яновского «Море». На молодого поэта обратил внимание лидер украинских футуристов Михайль Семенко, который посоветовал ему писать на украинском. В 1924 году руководимая Семенко газета «Большевик» напечатала первую украинскую поэму Яновского «Колокол» («Дзвін») и новеллу «А потом немцы убегали» («А потім німці тікали»). Вместе с молодым поэтом Миколой Бажаном Яновский активно включился в футуристическое движение. Вскоре Семенко переехал в столицу — Харьков и вызвал туда Бажана и Яновского. В Харькове вышла первая прозаическая книга писателя — сборник новелл «Мамонтовы бивни» («Мамутові бивні», 1925). В 1926—1927 годах Яновский — главный редактор сценарного отдела Всеукраинского фотокиноуправления (ВУФКУ), жил в Одессе, где находилась Одесская кинофабрика — «украинский Голливуд».

### Расцвет творчества
В 1927 году Яновский вернулся в Харьков. В 1920-е годы он относился к той харьковской литературной молодёжи, которая группировалась вокруг Миколы Хвылевого, поддерживала его смелые призывы ориентироваться на Европу, прокладывать самостоятельный путь для новой пролетарской литературы. В этом духе написаны лучшие произведения Яновского: повесть «Байгород» (1927), отобразившая юношеские воспоминания писателя о революционном лихолетье, сборник стихов «Прекрасная УТ (Украина Трудовая)» (1928).
Роман «Мастер корабля» (1928) и сборник очерков «Голливуд на берегу Чёрного моря» (1928) написаны на основе материала, собранного Яновским за время работы на Одесской кинофабрике. В романе писатель экспериментирует с формой, пытаясь достичь глубин психологического анализа. Повествование ведётся от имени семидесятилетнего кинорежиссёра То-Ма-Ки (товарищ мастер кино). В повествовании основная сюжетная линия — строительство парусника, необходимого киностудии для съёмок фильма из жизни матроса — переплетается с лирическими и философскими отступлениями, написанными как от имени основного повествователя, так и в виде писем его сыновей, коллег, любовницы. Постепенно автор приходит к выводу, что искусство и жизнь тесно переплетены, их невозможно отличить друг от друга, сама жизнь должна строиться по принципу произведения искусства, и тогда она будет прекрасной. Критика неоднозначно восприняла это произведение: невозможно было не заметить его высокую художественность и философскую направленность, но, с другой стороны, в романе отсутствовал обязательный герой-пролетарий и прямолинейная мораль.
В романе «Четыре сабли» (1930) Яновский вновь после «Байгорода» обратился к событиям на Украине в период революции и Гражданской войны. Впервые писатель применил технику романа в новеллах. Произведение состоит из четырёх практически самостоятельных частей с общей идеей, посвящённых четырём героям (Шахраю, Остюку, Галату и Марченко), каждый из которых представляет одну из противостоящих в революции сил. Манера письма, по определению самого Яновского, — песенная. В этом романе он ещё дальше отошёл от реализма к неоромантизму. Персонажи предстают как герои народных песен, дум, эпоса. На этот раз советская критика однозначно негативно высказалась против писателя, его обвинили в «националистическом романтизме». Печатание романа в журнале было прервано.
Над украинской интеллигенцией с 1932 года начали сгущаться тучи. Яновский написал ортодоксально-революционную пьесу «Завоеватели» (1932). Самоубийство Миколы Хвылевого в мае 1933 года нанесло Яновскому глубокую психологическую травму. В тяжёлой обстановке начавшихся репрессий Яновский написал роман «Всадники» (1935) — своеобразное повторение романа «Четыре сабли». Роман также построен по принципу романа в новеллах. Он состоит из восьми самостоятельных новелл. Герои становятся более приземлёнными — это уже не эпические герои, они получают чёткую политическую характеристику (большевик, петлюровец, деникинец, махновец). Наиболее ярко идея романа выведена в первой новелле «Двойной круг», рисующей противостояние внутри одной семьи Половцев. В результате кровавой войны все братья гибнут, побеждает большевик Иван. Но несмотря на идеологическую правильность сюжета (есть здесь и большевистский комиссар, и руководство партии), просматривается неутешительный вывод самого писателя: семья, в которой братья убивают друг друга, обречена на гибель.
Роман «Всадники» был благосклонно принят официальной властью и критикой. Положительный образ «правильного» писателя укрепляется после написания Яновским к 20-летию Октябрьской революции трагедии «Дума о Британке». В 1939 году переехал в Киев, где получил пост главного редактора журнала «Украинская литература» (с 1946 — «Отчизна»).

### Поздний период творчества

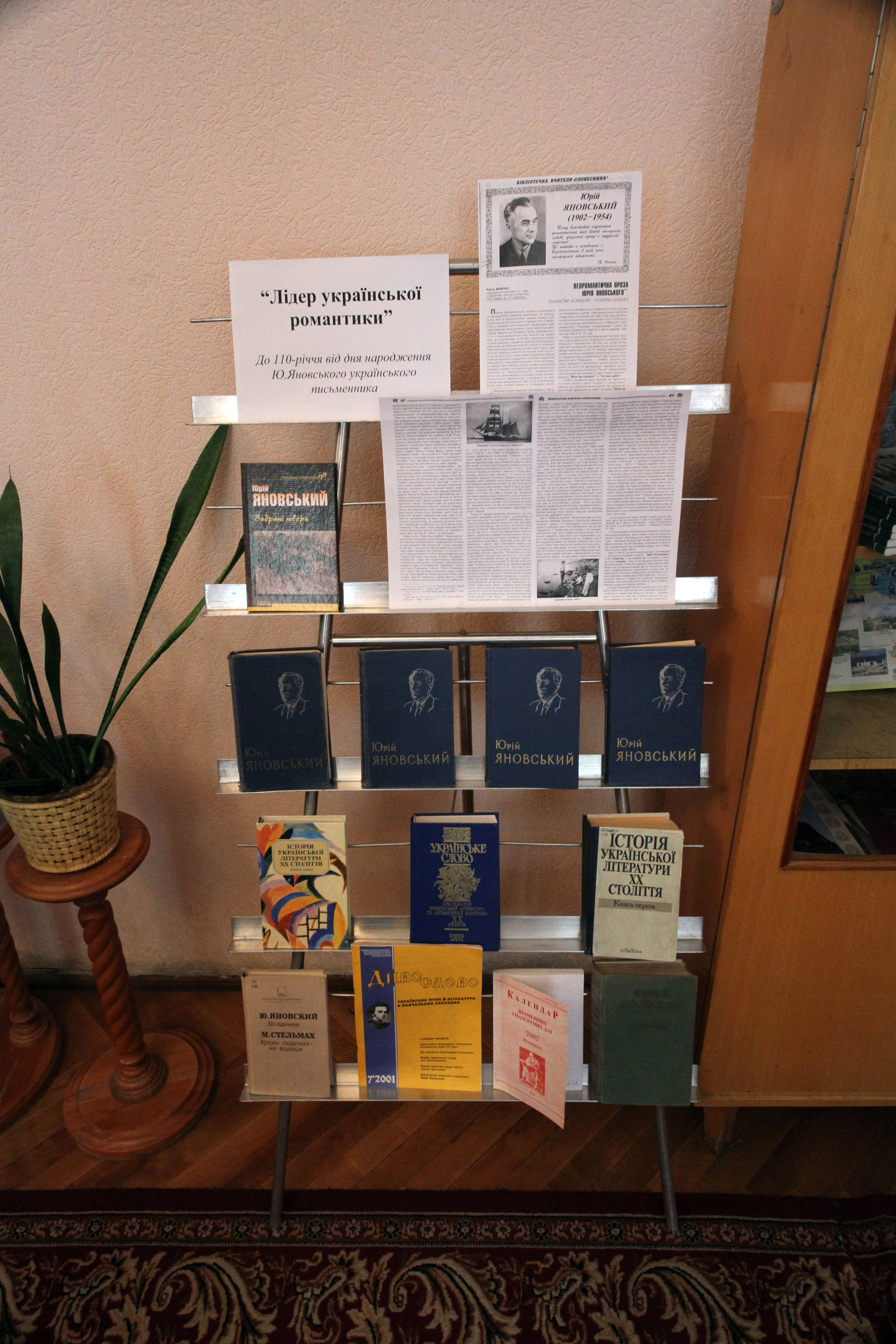
Один из стендов Юрия Яновского в киевской Библиотеке Дома Офицеров.

Во время Великой Отечественной войны Яновский вместе с редакцией журнала находился в эвакуации в Уфе. По возвращении в Киев развернул работу по укреплению редакции, участвовал в Нюрнбергском процессе в качестве наблюдателя (сборник «Письма из Нюрнберга», 1946), писал и публиковал новый роман «Живая вода» (1947), посвящённый войне и послевоенному восстановлению.
В этот момент писатель внезапно получил жестокий удар. Приехавший в Киев новый первый секретарь ЦК КП(б)У Л. М. Каганович обрушился с беспощадной критикой на Яновского и как редактора, и как автора романа «Живая вода». Его обвиняли в национализме, мещанско-обывательских взглядах, публикации аполитичных, порочных и ошибочных произведений. Разгром Яновского закрепился специальным постановлением ЦК КП(б)У «О журнале „Отчизна“» (1947). Яновский был изгнан с поста редактора и остался без средств к существованию.
В 1948 году Яновский в очередной раз был вынужден каяться, на этот раз с помощью сборника «Киевские рассказы», рисующего героизм и мужество советских людей в годы войны; особо подчёркивалась роль партии и лично Сталина в достижении Победы. Покаяние было принято. В последние годы жизни работал над исправлением романа «Живая вода», работа шла тяжело — писателю трудно было уродовать своё произведение. Сокращённый в два раза текст под названием «Мир» был опубликован уже после смерти писателя в 1956 году.
В феврале 1954 года состоялась премьера последней пьесы Яновского «Дочь прокурора». 25 февраля 1954 года писатель скончался. Похоронен в Киеве на Байковом кладбище.
Жена — актриса театра Леся Курбаса «Березиль» Тамара Юрьевна Жевченко (1908—1958).
Книги Яновского переведены на русский язык и многие иностранные языки.

## Награды и премии
- Сталинская премия третьей степени (1949) — за сборник «Киевские рассказы»[6]
- орден Трудового Красного Знамени (31 января 1939)

## Память
В 1972 году в с. Нечаевка был открыт мемориальный музей Юрия Яновского.
В учебную программу для средних школ на Украине включено изучение романа «Четыре сабли» и отдельных новелл из романа «Всадники».

## Сочинения

### Романы
- Байгород (Байгород, 1927).
- Мастер корабля (Майстер корабля, 1928).
- Четыре сабли (Чотири шаблі, 1930; полностью опубликован в 1983).
- Всадники (Вершники, 1935).
- Живая вода (Жива вода, 1947); вторая редакция — Мир (Мир, 1956).

### Сборники новелл
- Мамонтовы бивни (Мамутові бивні, 1925).
- Кровь земли (Кров землі, 1927).
- Короткие истории (Короткі історії, 1940).
- Земля отцов (Земля батьків, 1944).
- Киевские рассказы (Київські оповідання, 1948) — Сталинская премия (1949).
- Новая книга (Нова книга, 1954).

### Поэзия
- Прекрасная УТ (Украина Трудовая) (1927).

### Драматургия
- Завоеватели (Завойовники, 1931).
- Дума о Британке (Дума про Британку, 1937).
- Потомки (Потомки, 1939).
- Сын династии (Син династії, 1942).
- Райский лагерь (Райський табір, 1952).
- Дочь прокурора (Дочка прокурора, 1954).

### Киносценарии
- Сумка дипкурьера (1927).
- Связной подполья (1951).
- Николай Гоголь (1952).
- Павел Корчагин (1953).

### Сборники очерков
- Голливуд на берегу Чёрного моря (Голівуд на березі Чорного моря, 1928).
- Письма из Нюрнберга (1946).

## Издание сочинений
- Твори у п’яти томах. — Київ, 1958—1959.
- Твори у п’яти томах. — Київ, 1982—1983.
- Собрание сочинений в трёх томах. — М., 1960.
- «Всадники» // Подвиг: приложение к журналу «Сельская молодёжь». Том 3. — Москва: Молодая гвардия, 1968. — С. 6 — 106.

## Экранизации
- «Всадники» (СССР, 1939, режиссёр Игорь Савченко).
- Киевская соната (СССР, 1962, режиссёр Антон Тимонишин).
- «Дума о Британке» (СССР, 1969, режиссёры Игорь Ветров, Николай Винграновский).